# همدم روحی
همدم روحی یا نیمه گمشده (به انگلیسی: Soulmate) شخصی است که فرد با او احساس قرابت عمیق یا طبیعی دارد. این ممکن است شامل شباهت، عشق، عاشقانه، روابط افلاطونی، راحتی، صمیمیت، رابطه جنسی، فعالیت جنسی، معنویت، سازگاری و اعتماد باشد.

## تعریف
در استفاده فعلی، "همدم روحی" معمولاً به یک شریک رمانتیک یا افلاطونی اشاره دارد، که مفهوم آن پیوند مادام العمر انحصاری است. این معمولاً مفهوم قوی‌ترین پیوند با شخص دیگری را دارد که شخص می‌تواند به آن دست یابد. 

## کاربردهای تاریخی مفهوم

### دیدگاه اسطوره‌ای
طبق جنبش مذهبی باطنی حکمت الاهی، که ادعاهای آن توسط ادگار کایس اصلاح شد، خداوند روح‌های آندروجینی را آفرید - به همان اندازه زن و مرد. نظریه های بعدی فرض می کنند که روح ها به دو جنس جداگانه تقسیم می‌شوند، شاید به این دلیل که هنگام بازی در زمین یا "جدایی از خدا" دچار کارما می شوند. در طی چند دوره زندگی زمینی، هر نیمه به دنبال دیگری است. وقتی تمام بدهی‌های کارما پاک شود، این دو با هم ادغام می‌شوند و به حالت نهایی برمی‌گردند.